# Гвозьдзиці
Гвозьдзиці (пол. Gwoździce) — село в Польщі, у гміні Крапковиці Крапковицького повіту Опольського воєводства. Населення — 456 осіб (2011).

## Демографія
Демографічна структура станом на 31 березня 2011 року:
|          | Загалом | Допрацездатний вік | Працездатний вік | Постпрацездатний вік |
| -------- | ------- | ------------------ | ---------------- | -------------------- |
| Чоловіки | 213     | 30                 | 148              | 35                   |
| Жінки    | 243     | 42                 | 133              | 68                   |
| Разом    | 456     | 72                 | 281              | 103                  |